# Joachim Rego
Padre Joachim Xavier Rego CP (Rangum, 16 de agosto de 1954) é presbítero birmano-australiano da Igreja Católica Romana, atual superior geral da Congregação da Paixão de Jesus Cristo.

## Biografia
Rego nasceu em Rangum, Mianmar. Emigrou com sua família para a Austrália em 1969. Professou na Congregação da Paixão de Jesus Cristo em 17 de janeiro de 1976 e foi ordenado presbítero da Igreja Católica em 28 de novembro de 1981. Pertence à Província do Espírito Santo, situada nos países da Austrália, Nova Zelândia, Papua Nova Guiné e Vietnã. Foi superior provincial de 2007 a 2012, quando, em 27 de setembro, foi eleito superior geral da congregação, durante seu capítulo geral em Roma. Foi reeleito em 17 de outubro de 2018.